# Il ritorno di Godzilla (film 1966)
Il ritorno di Godzilla (ゴジラ・エビラ・モスラ 南海の大決闘?, Gojira Ebira Mosura - Nankai no daikettō, lett. "Godzilla, Ebira, Mothra - Il grande duello nei mari del sud") è un film del 1966 diretto da Jun Fukuda.
È il settimo sequel del film Godzilla del 1954.
Il film è il primo della serie Showa ad avere come regista Jun Fukuda e il primo della saga a non essere passato al cinema in America, ma direttamente in televisione; in Italia fu distribuito nei cinema all'inizio degli anni 70.

## Trama
Il giovane Ryota non si rassegna alla scomparsa del fratello Yata, dato per disperso dopo una tempesta. Va a cercarlo con una barca, che a causa di una tempesta fa naufragio su un'isola. Qui Ryota scopre che l'organizzazione dei Bamboo Rossi tiene in schiavitù gli abitanti di Infant Island e per tenere lontani i curiosi dall'isola, usano un mostro: Ebirah, un astice gigantesco.

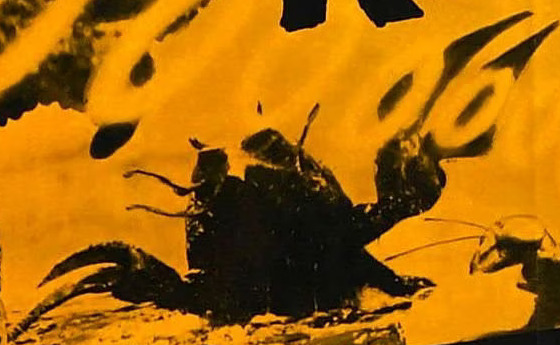
Ebirah in una scena del film

Ryota allora raggiunge Infant Island e si ricongiunge con Yata, salvato dagli isolani.
I due fratelli trovano sull'isola Godzilla in una sorta di letargo.
Decidono per aiutare gli isolani, di risvegliarlo (piantandoli una sciabola nella schiena che viene colpita da un fulmine) per combattere Ebirah e i Bamboo Rossi.
Dopo un primo scontro vittorioso contro Ebirah, Godzilla viene attaccato da Daikondura
(Condor gigante) e dalla squadra dei Bamboo Rossi, ma Godzilla li distrugge. Godzilla distrugge la base dei Bamboo Rossi, per poi affrontare un'ultima volta Ebirah, annientandolo.
Mentre l'isola esplode, Godzilla ritorna nel mare e arriva infine Mothra a salvare gli abitanti di Infant Island prigionieri.

## Produzione
Nel progetto originale avrebbe dovuto esserci King Kong ma fu deciso di mettere Godzilla siccome più famoso. Questo spiega anche perché Godzilla si risveglia con l'Elettricità come il King Kong giapponese, che nel progetto iniziale di Il trionfo di King Kong doveva esserci il Mostro di Frankenstein. Le fatine gemelle dell'Infant Island poi non sono più interpretate dalle gemelle Ito.
In Germania la pellicola fu distribuita con un titolo che si riferiva a Frankenstein anziché a Godzilla perché i distributori erano convinti che fosse un nome in grado di garantire maggiore successo, e si continuerà così fino a Distruggete Kong! La Terra è in pericolo!.